# بيت الحمبسي (الرضمة)

تعديل مصدري - تعديل

بيت الحمبسي محلة تابعة لقرية الجرف الاسفل، التابعة لعزلة يحير بمديرية الرضمة إحدى مديريات محافظة إب في الجمهورية اليمنية.، بلغ تعداد سكانها 86 حسب تعداد اليمن لعام 2004.